# Graue Koralle

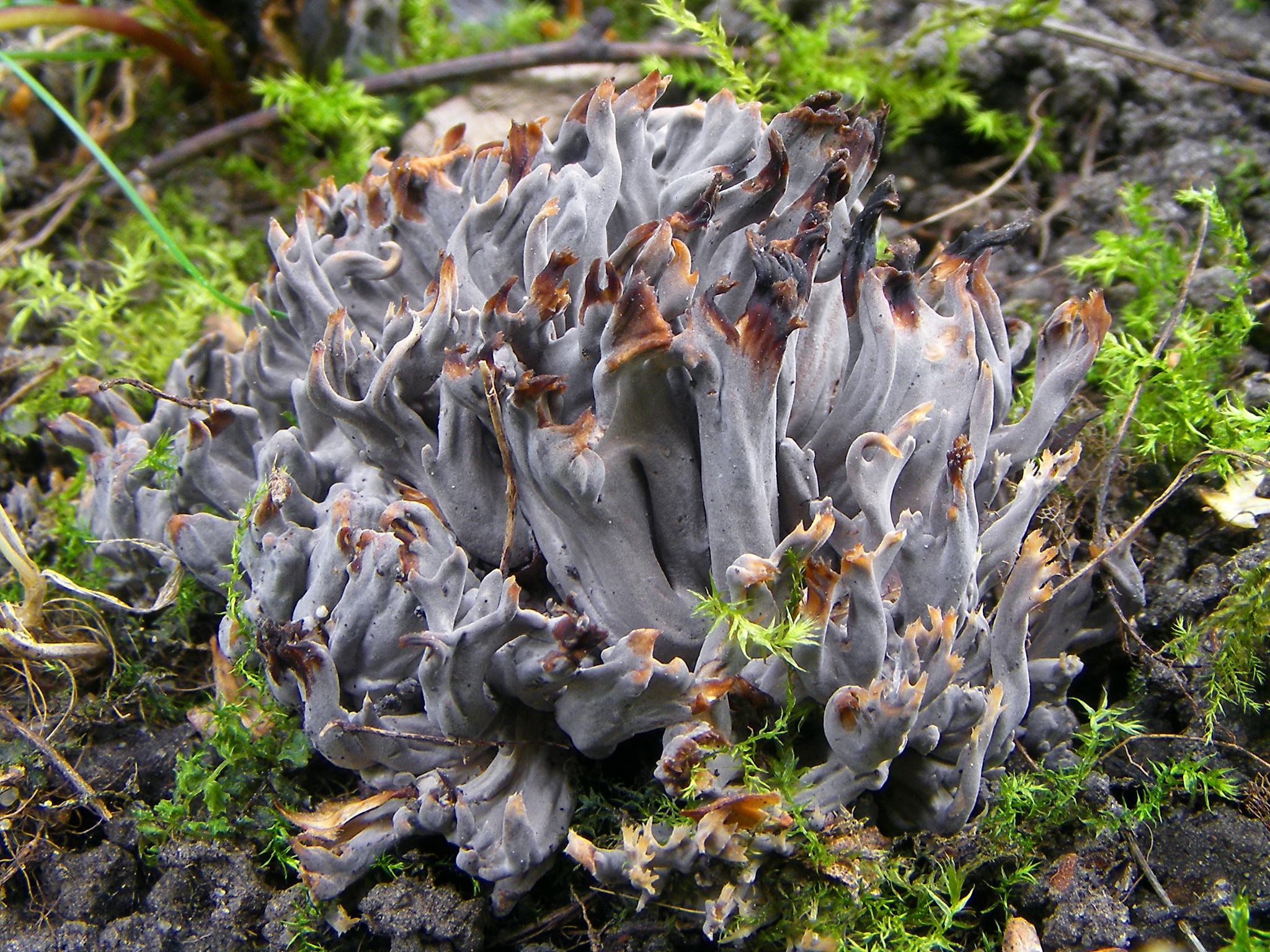
Ein Exemplar mit braunen Spitzen

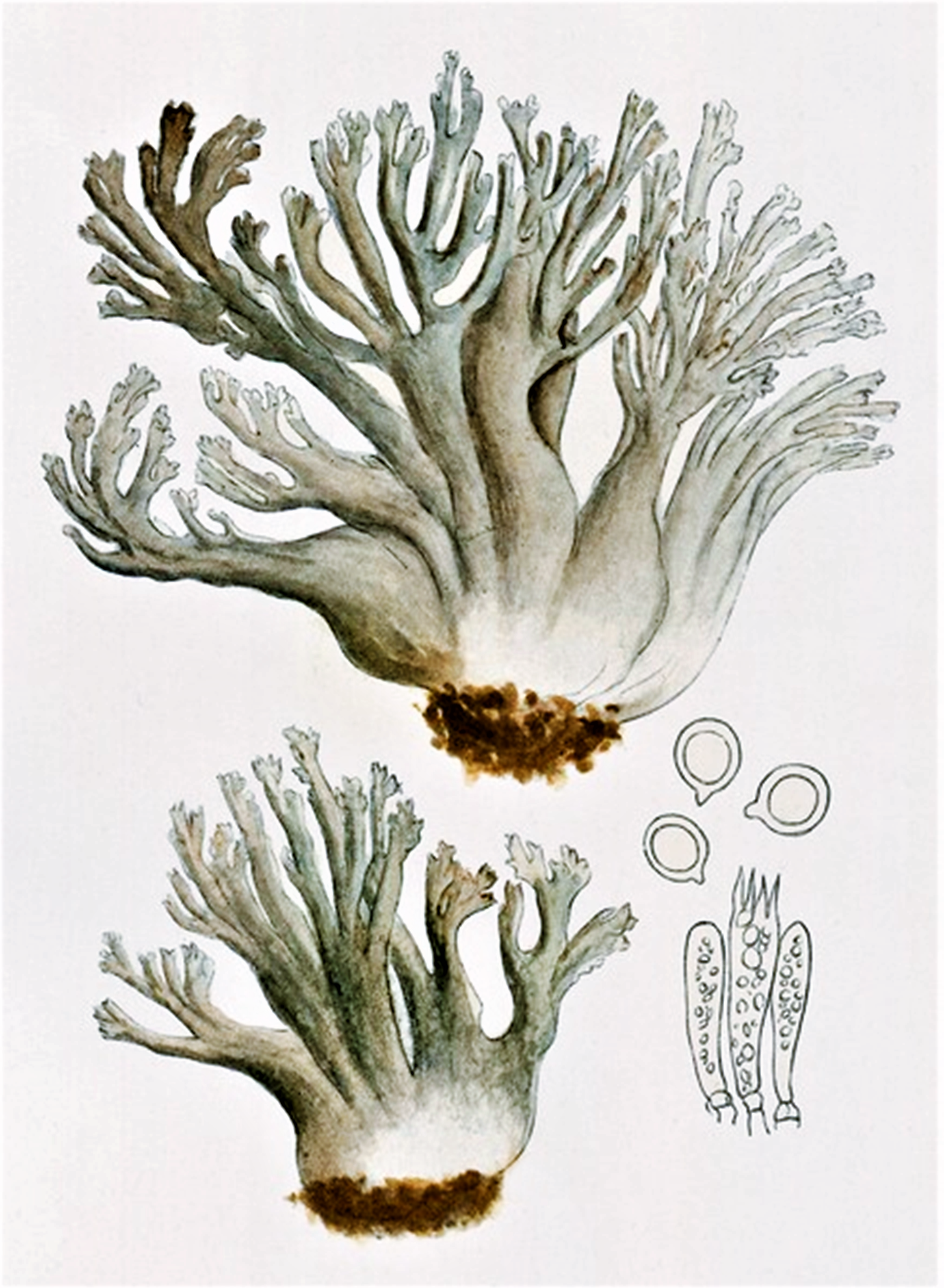
Zeichnung aus einem Buch mit Sporen und Basidien

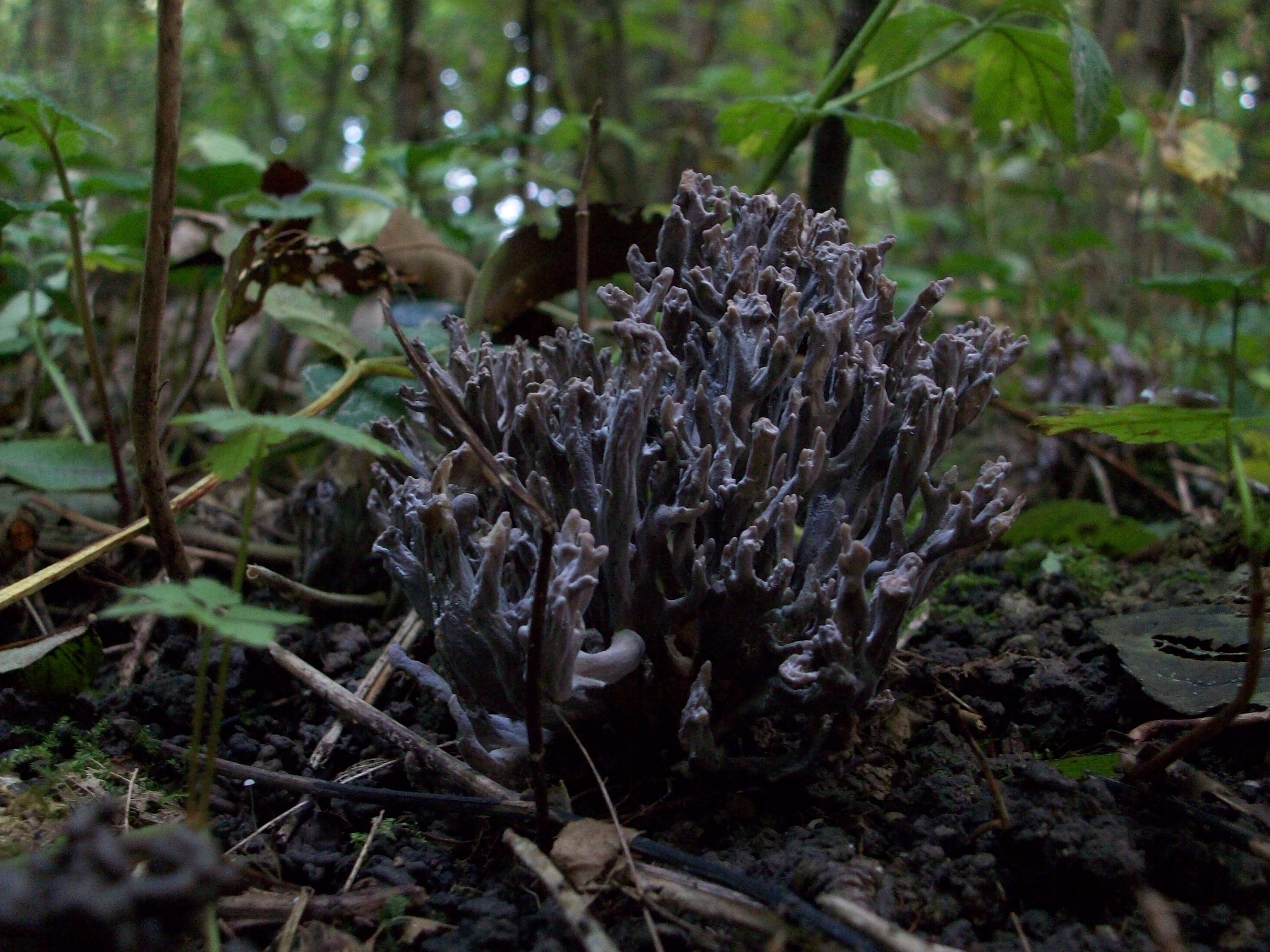
Ein besonders dunkler Fruchtkörper

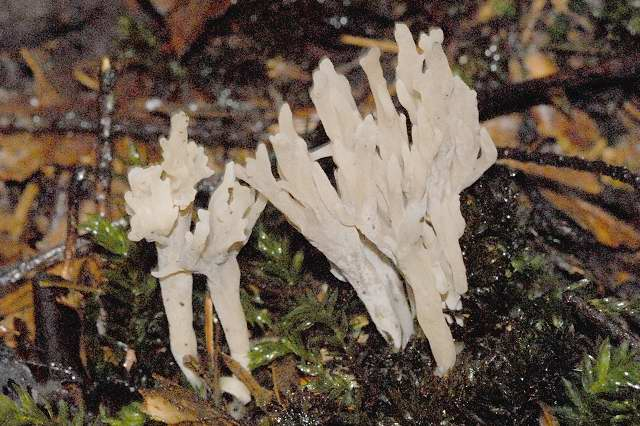
Ein sehr heller Fruchtkörper

Die Graue Koralle (Clavulina cinerea), auch Grauer Keulenpilz genannt, ist eine weltweit verbreitete Pilzart der Stoppelpilzverwandten (Hydnaceae).

## Merkmale

### Makroskopische Merkmale
Die Fruchtkörper werden 3 bis 11 cm hoch, meistens bleiben sie aber unter 6 cm. Jung sind sie ockerfarben gefärbt und können einen leichten Lilaton aufweisen, später sind sie grau bis violettgrau gefärbt, wobei die Spitzen etwas heller gefärbt sind und schmutzig weißgelb gefärbt sein können. Sie bestehen aus korallenartig aus einer gemeinsamen Basis aufsteigenden Ästen. Der Strunk des Fruchtkörpers ist kurz und weißlich bis gelblich oder ockerfarben gefärbt. Die Äste sind rundlich bis abgeflacht, steigen senkrecht auf, sind manchmal wellig, leicht gerunzelt und mehrmals dichotom verzweigt. Sie enden meist in einer stumpfen oder gezähnten, ungegabelten Spitze, die nicht flachgedrückt ist. An der Basis sind sie bis zu 8 mm dick, an der Spitze nur 1–2 mm. Die Astgabeln sind V-förmig.
Der Fruchtkörper besitzt eine weiche bis zähe Konsistenz und ist etwas spröde. Der Geruch ist erdig bis muffig, der Geschmack mild und erinnert an den Trompetenpfifferling.
Die Art wächst in einzelnen Büscheln oder reihenweise. Die Büschel können Durchmesser von bis zu 20 cm erreichen.

### Mikroskopische Merkmale
Das Hyphensystem ist monomitisch, das heißt, es finden sich nur generative Hyphen. Hyphen sind 2–7 µm breit und septiert. An den Septen befinden sich, typisch für Basidiomycota mit dikaryotischen Hyphen, Schnallen.
Die Basidien sind zylindrisch bis keulig geformt, 40–50 × 5,5–7 µm groß und weisen meistens 2 Sterigmata auf. In Ausnahmefällen können auch nur ein Sterigma oder 4 Sterigmata vorhanden sein. An der Basis befindet sich eine Basalschnalle.
Die Sporen – genauer Basidiosporen – sind elliptisch bis rundlich, glatt, hyalin und mit Tröpfchen im Inneren. Die Sporenmaße betragen etwa 8–11 × 7–8 µm. Die Sporen sind inamyloid, lassen sich also mit Iodreagenzien nicht anfärben.

## Verwechslungsarten
Der Kammförmige Keulenpilz (Clavulina coralloides) sowie die häufig synonym geführte Art Clavulina cristata können mit Spadicioides clavariarum, einer asexuellen Form des Schlauchpilzes Helminthosphaeria clavariarum befallen sein. Dann bilden sie grauschwarze Fruchtkörper, welche mikroskopisch nicht von der Grauen Koralle unterscheidbar sind. Zur Abgrenzung lassen sich folgende Merkmale der Grauen Koralle heranziehen: schon junge Fruchtkörper weisen einen leichten Lilaton auf, die stumpfen Spitzen sind nicht oder nur spärlich verzweigt, nicht abgeflacht und der Strunk ist kaum ausgebildet. Der ebenfalls ähnliche Violette Keulenpilz (Clavulina amethystina) weist meistens eine stärkere Violettfärbung auf. Auch mit grauen Formen des stärker keulenartigen Runzeligen Keulenpilzes (Clavulina rugosa) und grau gefärbten, unbefallenen Varietäten des Kammförmigen Keulenpilzes (Clavulina coralloides) besteht eine Verwechslungsgefahr. Manchmal bietet hier der stärkere Violettton der Grauen Koralle ein Unterscheidungsmerkmal, auch die Sporengröße kann für die Artunterscheidung hilfreich sein.
Weitere Verwechslungsarten sind das Rauchgraue Keulchen (Clavaria fumosa) und die Violettgraue Koralle (Ramaria fumigata).

## Ökologie
Die Art findet sich in Laub- und Nadelmischwäldern auf Erdboden, manchmal aber auch auf morschem Holz und vergrabenen Zapfen. Dabei wird Laubwald gegenüber Nadelwald bevorzugt. Als Ektomykorrhizapilz findet sie sich stets in der Nähe von symbiontischen Baumarten, ist in der Wahl der Symbionten aber sehr unspezifisch. Fruchtkörper finden sich etwa von August bis November. Die Art ist recht frosttolerant.

## Verbreitung
Die Art ist in vielen Teilen der Erde verbreitet, so in den meisten Gebieten Europas, in weiten Teilen von Nordamerika, in einigen Gebieten Australiens, sowie vereinzelter in Südamerika, Südasien, Japan und den asiatischen Gebieten Nordrusslands. In Afrika scheint sie zu fehlen. Auch in nicht genannten Gebieten ist eine Verbreitung möglich.

## Speisewert
Die Graue Koralle gehört zu den wenigen essbaren Korallenpilzen, jedoch sind auch andere heimische Arten der gleichen Gattung essbar. Befinden sich an der Basis oder dem Stielteil grauschwarze Flecken, sollte die Art nicht mehr gegessen werden. Graue und blaue Korallenpilze sind meistens essbar, bei anderen Farben kann es leichter auch zur Verwechslung mit nicht essbaren Arten kommen. Vom Rohverzehr von Pilzen wird generell abgeraten.

## Taxonomie
Das Basionym der Art lautet Clavaria cinerea Bull. 1791, der heutzutage akzeptierte wissenschaftliche Name Clavulina cinerea. Weitere in der Literatur zu findende Synonyme sind Ramaria cinerea (Bull.) Gray 1821, Corallium cinereum (Bull.) G. Hahn 1883 und Merisma cinereum (Bull.) Spreng. 1827.